# Urolophus gigas
Urolophus gigas  (лат.) — вид рода уролофов семейства короткохвостых хвостоколов отряда хвостоколообразных. Является эндемиком умеренных вод Южной Австралии. Встречается на глубине до 50 м. Грудные плавники этих скатов образуют почти круглый диск, ширина которого превышает длину. Дорсальная поверхность диска покрыта многочисленными мелкими кремовыми пятнышками, разбросанными по тёмному фону. Особи восточной и западной популяций немного отличаются по окраске. Между ноздрями имеется прямоугольная складка кожи. Толстый хвост оканчивается листовидным хвостовым плавником. В средней части хвостового стебля позади крупного спинного плавника расположен зазубренный шип. Максимальная зарегистрированная длина 70 см. 
Эти скаты размножаются яйцеживорождением. В помёте до 13 новорожденных. Ведут одиночный образ жизни. Рацион состоит в основном из ракообразных. Не являются объектом целевого лова. В качестве прилова попадается при коммерческом промысле.

## Таксономия
Впервые вид был научно описан в 1954 году на основании особи, пойманной у берегов Порт Норлагна Южная Австралия, и назначенную голотипом. Видовой эпитет происходит от слова др.-греч. γίγας — «огромный» и связан с размером этих скатов.

## Ареал
Urolophus gigas широко, но неравномерно распространены у южного побережья Австралии. Они обитают от Албани, Западная Австралия, до Лэйк Энтренс, включая Бассов пролив и северное побережье Тасмании. Эти донные рыбы обитают на континентальном шельфе от зоны прибоя до глубины 50 м. Чаще всего они попадаются в зарослях водорослей и на каменистых рифах, иногда заходя в эстуарии рек.

## Описание
Широкие грудные плавники этих скатов сливаются с головой и овальный диск, ширина которого слегка меньше длины. У молодых особей диск практически круглый. Заострённое мясистое рыло образует тупой угол и выступает за края диска. Позади крошечных глаз расположены брызгальца в виде запятых с закруглённым задним краем. Между ноздрями пролегает кожаный лоскут с мелкобахромчатым задним краем. Крупный рот содержит мелкие зубы с овальными основаниями. На дне ротовой полости имеются 9—12 пальцеобразных отростков, такие же отростки покрывают нижнюю челюсть. На вентральной стороне диска расположено 5 пар коротких жаберных щелей. Небольшие брюшные плавники закруглены. 
Длина короткого хвоста составляет 76—80 % от длины диска. Он имеет овальное сечение, латеральные складки кожи на хвостовом стебле отсутствуют. Хвост сужается и переходит в ланцетовидный хвостовой плавник. На дорсальной поверхности хвоста в центральной части позади крупного спинного плавника расположен зазубренный шип. Кожа лишена чешуи. Максимальная зарегистрированная длина 70 см. Окраска от коричневого или чёрного цвета, по краям диск светлеет, иногда края неравномерно покрыты тёмными пятнышками. Кроме того, на краях диска имеются 2—3 рядами светлых пятнышек, которые могут распространяться на хвост. На середине диска расположены бледные отметины, собранные в группы. Пятна отсутствуют перед и позади глаз, а также на двух областях на спине. У молодых скатов вдоль хвоста пролегает светлая линия, а у взрослых хвост иногда покрывают светлые пятна. Спинной и хвостовой плавники тёмно-коричневые с белыми краями. хвост темный, а у взрослых бывает пятнистым. Вентральная поверхность светлая, у некоторых особей покрыта темноватыми пятнами, латеральные края окружены широкой полосой. Иногда окраска бывает тусклой.

## Биология
Днём эти скаты чаще всего неподвижно лежат на дне под слоем осадков в зарослях водорослей или у каменистых рифов. Их рацион состоит в основном из ракообразных. Подобно прочим хвостоколообразным эти скаты размножаются яйцеживорождением. В помёте до 13 новорожденных. Самцы и самки достигают половой зрелости при длине приблизительно 43 и 46 см, соответственно. Среди известных паразитов этих скатов цистоды Pterobothrium platycephalum.

## Взаимодействие с человеком
По сравнению со своими сородичами, например, с Urolophus paucimaculatus, Urolophus gigas ведут себя менее агрессивно, если их потревожит человек. Эти скаты не являются объектом целевого лова, хотя их мясо съедобно. Интенсивный промысел в их ареале отсутствует, кроме того, среда обитания этих скатов позволяет им  успешно избежать поимки при донном тралении. Они в незначительном количестве попадаются в качестве прилова при коммерческом промысле. Потенциально, они могут страдать от ухудшения экологической ситуации. Международный союз охраны природы присвоил этому виду статус сохранности «Вызывающий наименьшие опасения». 